# Ans Zwerver
Johanna Hendrika (Ans)  Zwerver MA (Elburg, 13 september 1955) is een voormalig GroenLinks politica.
Tussen 1972 en 1975 deed Zwerver de onderwijzersopleiding bij de Pedagogische Academie te Doetinchem. Vervolgens werkte zij als onderwijzeres in het voortgezet speciaal onderwijs. Zij was ook bestuurder bij de afdeling van de Algemene Bond van Onderwijzend Personeel (ABOP) in Enschede. 
Tussen 1981 en 1984 werkte zij als vormingswerker bij een vormingscentrum en was zij bestuurder bij de lokale Derde-Wereldorganisatie "Prisma". Tussen 1984 en 1987 werkte zij in Kameroen voor de Stichting Nederlandse Vrijwilligers daar zette zij een alfabetiseringscursus en verkende zij de mogelijkheden van inkomengenerende activiteiten. Zij was ook lid van het landelijk overlegorgaan van SNV in Kameroen en voorzitster van de vakgroep Vrouwen en Ontwikkeling in Kameroen. Toen ze terugkeerde in Nederland werkte ze kortstondig als freelance cursusbegeleider bij het Tropeninstituut in Amsterdam. 
Vervolgens studeerde zij bij het Institute of Social Studies ontwikkelingswetenschappen. In 1992 werkte zij kortstondig bij Cebemo en later bij het Humanistisch Instituut voor Ontwikkelingssamenwerking. In 1993 werd zij beleidsmedewerker emancipatie van het stadsdeel Amsterdam-Noord en vervolgens  beleidsmedewerker welzijn van het stadsdeel Osdorp om coördinator leefbaarheid in dat stadsdeel te worden.
In 1995 werd zij verkozen in de Eerste Kamer voor GroenLinks. Zij was afkomstig uit de Pacifistisch Socialistische Partij waarvan zij sinds 1978 lid was. Binnen GroenLinks was zij allang actief, als lid van de coördinatiegroep Vrouwenoverleg, waarvandaan zij zich inzette voor het European Forum of Left Feminists. Ook was zij lid van de beleidsgroep buitenland, en later als lid van de adviesraad GroenLinks in Europa. In Eerste Kamer hield zij zich bezig met ontwikkelingssamenwerking, zo was zij voorzitster van de vaste commissie voor Ontwikkelingssamenwerking tussen 1999 en 2003. Zij hield zich ook bezig met Europese samenwerking en Buitenlandse Zaken. Daarnaast had zij zitting in de Raadgevende Interparlementaire Beneluxraad en plaatsvervangend lid van de Raadgevende Vergadering  van de Raad van Europa en West-Europese Unie. Zij hield ook enkele functies in het maatschappelijk middenveld, zo was zij lid van het bestuur van Fair Trade Assistance en vicevoorzitter bestuur van het Nederlands instituut voor Zuidelijk Afrika. Ook was zij lid van de Global Education Advisory Council van het Noord-Zuid Centrum van de Raad van Europa. 
In 2001 stemde zij tegen het huwelijk tussen Willem-Alexander en Máxima Zorreguieta, vanuit republikeinse overwegingen. 
In 2003 verliet zij de Kamer.
- Parlement.com: vg09llq7f8zt